# Hrywiatki
Hrywiatki (ukr. Грив'ятки) – wieś na Ukrainie w rejonie kowelskim obwodu wołyńskiego.
Znajduje się tu przystanek kolejowy Hrywiatki, położony na linii Sarny – Kowel.